# Красная Подгора
Красная Подгора — деревня, центр сельской администрации в Краснослободском районе. Население 246 чел. (2001), в основном русские.

## География
Расположена в 1,5 км от р. Мокши, 8 км от районного центра и 58 км от железнодорожной станции Ковылкино.

## История
Основана в 1869—1894 гг. переселенцами из с. Аракчеева (название-антропоним, о чём упомянуто в актовом документе 1683 г.; после образования нового поселения стало называться Старое Аракчеево; с 1940 г. — Красная Волна; в народе за ним закрепился топоним «Черкесы»). В 1894 году в Красной Подгоре (Новом Аракчееве) Краснослободского уезда числился 21 двор. До Октябрьской революции в селе были государственные и временнообязанные крестьяне господ Архипова и Голова. Согласно «Списку населённых пунктов укрепляемого Краснослободского уезда» (1924), в Красной Подгоре насчитывалось 109 дворов (676 чел.). В «Списке населённых мест Средне-Волжского края» (1931) — 117 дворов (600 чел.). В 1930-х гг. был создан колхоз (в 1944—1979 гг. многоотраслевым хозяйством руководил П. М. Волков), позднее колхоз-племзавод, с 1997 г. — СХА племзавод «Свободный труд». Современная Красная Подгора делится на 2 конца: южная — Миляковка (название-антропоним, очевидно, связано с предпринимательской деятельностью московского купца А. Т. Милякова, покупавшего в с. Маскине крепостных крестьян для работы на железоделательных заводах и построившего в 1767 году в Аракчееве церковь в честь иконы Смоленской Божьей Матери, прихожанами которой стали жители близлежавших сёл, позднее и Нового Аракчеева) и северная — Чеченовка (происхождение топонима неизвестно).
В. А. Беднов создал живописное полотно «Село Красная Подгора» (1987). В современной инфраструктуре деревни — средняя школа, медпункт, Дом культуры, столовая, торговый центр. Красная Подгора — родина участника Гражданской, советско-финляндской и Великой Отечественной войн Н. И. Золотова, Председателя Правительства РМ В. Д. Волкова, хозяйственного руководителя М. П. Волкова, заслуженного экономиста МАССР Н. С. Копейкиной, депутата ВС СССР (1980) П. Ф. Фомина.

## Население
| 2002 | 2010 |
| ---- | ---- |
| 240  | ↘236 |

## Источник
- Энциклопедия Мордовия, А. Е. Мирошкина.